# ناحية موحسن
ناحية موحسن إحدى نواحي سوريا تتبع إداريّاً لمحافظة دير الزور منطقة دير الزور ومركزها مدينة موحسن، بلغ تعداد سكان الناحية 35,113 نسمة حسب التعداد السكاني لعام 2004.

## بلدات وقرى ناحية موحسن
العبد، المريعية، موحسن، قطعة البوليل، طابية شامية، الطوب.